# سلطنت مملوک (دهلی)

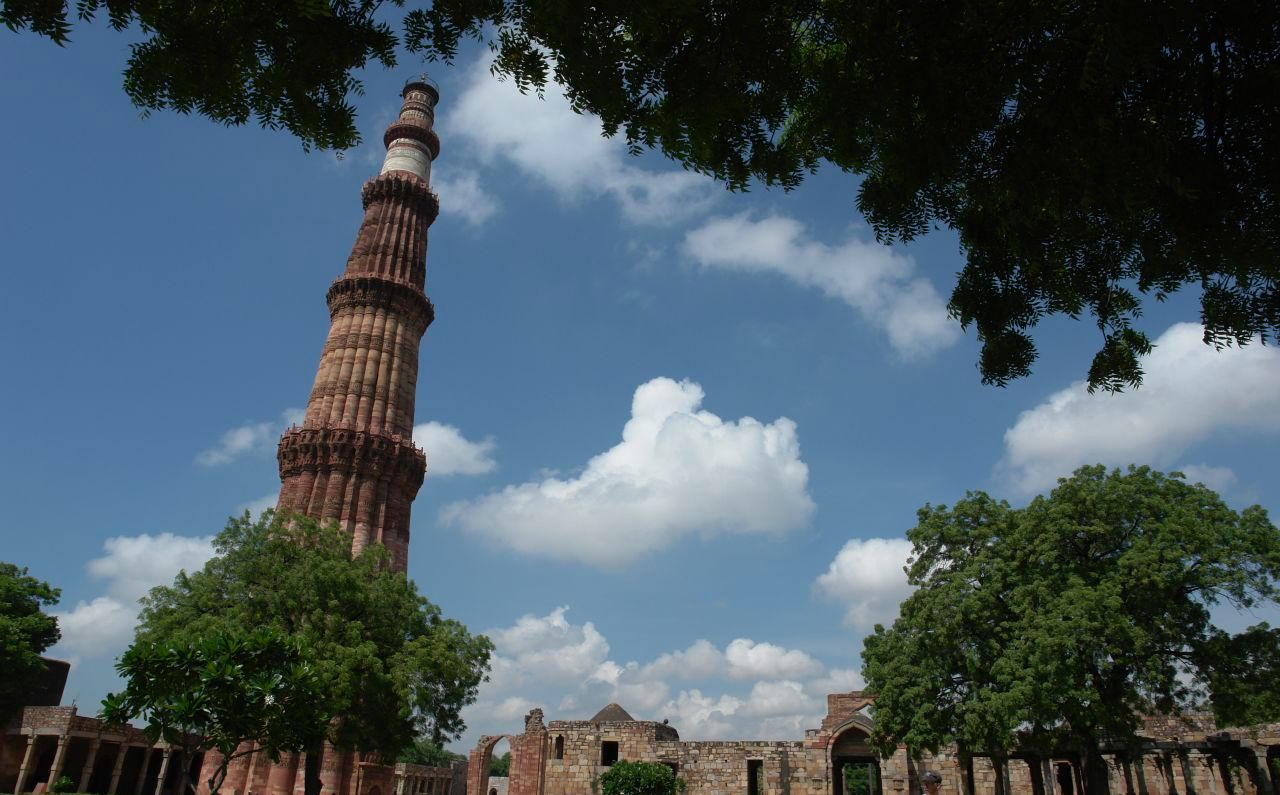
قطب منار مثالی از آثار دوره سلطنت ممالیک

سلسله مملوک (هندی: ग़ुलाम ख़ानदान، اردو: خاندان ممالیک) (۱۲۰۶، ۱۲۹۰ م) سلسله‌ای از حاکمان مسلمان در هند بود که توسط قطب‌الدین ایبک، فرماندهِ ترک‌تبار که در آسیای مرکزی زاده شده بود بنیان‌گذاشته شد. این سلسله نخستین سلطنت از پنج سلسلهٔ مستقل سلطنت دهلی بود که از ۱۲۰۶ تا ۱۲۹۰ دوام داشت.
از آنجایی که قطب‌الدین ایبک فرماندهٔ غوریان بود و همچنین اغلب سلاطین این خاندان پیش از رسیدن به سلطنت در دربار غوریان بودند سلسله حکومتی آنان به «سلطنت ممالیک» شهرت یافت و نخستین دولت از سلطنت‌های پنجگانه‌ای بود که پیش از فتوحات گورکانیان هند پای گرفت. این دولت‌ها به یک خاندان واحد منسوب نبودند و نام عمومی «سلاطین دهلی» فقط از آن جهت بر آنان گفته می‌شود که همگی در دهلی حکومت داشتند.
پس از آنکه محمد غوری خودش یا به‌واسطهٔ فرماندهان سپاهش شمال هند را تا مصب رود گنگ فتح کرد، فرماندهٔ خود یعنی قطب‌الدین ایبک را به حکومت دهلی گماشت. دورهٔ تصدی ایبک به عنوان یک فرمانروای غوری میان ۱۱۹۲ - ۱۲۰۶، شاهد هجوم به منطقهٔ مرکزی گنگ در هند بود و به تأسیس برخی حکومت‌های نو منجر شد. ایبک بلافاصله پس از درگذشت محمد غوری در سال ۶۰۲ ق/ ۱۲۰۶ م خود را حاکم منطقه خواند و به این ترتیب نخستین دولت اسلامی را که فقط در هند حکومت می‌کرد بنا نهاد. زیرا سرزمین هند اسلامی تا این زمان چیزی بیش از یکی از ایالات دور دست حکمرانان غزنویان نبود.
از مشهورترین فرمانروایان و مهمترین سلاطین ممالیک، سلطان شمس‌الدین اِلتُتْمِش است. او داماد قطب‌الدین ایبک بود. التمش یا ایلتتمش نخست سلطان ناصرالدین قباچه، پادشاه سند و مربی محمد عوفی مولف «تذکرهٔ لباب‌الاباب» و کتاب «جوامع الحکایات» را شکست داد و در همان سالسلطان غیاث‌الدین پادشاه بنگال را نیز مجبور کرد که به اطاعت حکومت دهلی گردن نهد. سپس موفق شد کوشش‌های «ییلدیز» را برای بدست آوردن حکومت خود که خوارزمشاه در غزنه آنرا از او گرفته بود، خنثی کند و در مقابل هجوم جلال‌الدین خوارزمشاه که پس از شکست از قوای چنگیز می‌خواست دولتی در آنجا تشکیل دهد، به خوبی مقاومت نماید و سرزمین خود را تا کوه‌های هندوکش گسترش دهد.
گر چه حملات مغول، به مدت چند سال موجب بروز ناآرامی‌ها و تشویش‌های شدیدی در هند بود ولی از حسن اقبال آنان، مغول‌ها مدت طولانی در منطقهٔ سند باقی نماندند. التمش همچنان با قدرت به حکومت خود بر تمامی مناطق واقع در شمال کوههای «ویندها» ادامه می‌داد و خلیفهٔ بغداد مستنصر بالله (۶۲۳ ـ ۶۴۱ ق / ۱۲۲۶ ـ ۱۲۴۲ م) نیز این نخستین دولت اسلامی هند را تأئید کرد و طی فرمانی، فرمانروائی منطقه را به التمش داد.
از دیگر حاکمان مهم این خاندان رضیه است؛ او نخستین سلطان زن مسلمان در شبه قاره هند و دختر سلطان شمس‌الدین التمش بود که از ۶۳۴ ق/ ۱۲۳۶ م تا ۶۳۷ ق/ ۱۲۴۰ م در دهلی فرمانروایی داشت.
غیاث‌الدین بَلْبَن به عنوان آخرین سلطان بزرگ این خاندان شناخته می‌شود که در سال ۶۶۳ ق/ ۱۲۶۵ م به تخت سلطنت نشست. غیاث الدّین اُلُغ خان، ممتازترین سلطان از خاندان سلاطین مملوک دهلی به شمار می‌رود او در اصل غلامی ترک از قبیلهٔ البری، و از اعضای گروه معروف چِهِلگانی (چهل غلامِ پرورده سلطان اِلتُتْمِش) بود و به سبب شایستگی و استعداد خویش پیشرفت کرد تا جایی که ناصرالدین محمودشاه (۶۴۴ـ ۶۶۴ ق)، پادشاه زاهد او را وزیر و «نایب مملکت» کرد و دختر او را به همسری برگزید. بَلْبَن عملاً در سراسر سلطنت محمود، فرمانروایی داشت و عوامل تجزیه و تفرقه را مهار کرد و در ادارهٔ کشور اعمال قدرت نمود. در ۶۶۴، پس از درگذشت محمود، که فرزند نداشت، سلطنت خود را باعنوان غیاث الدین بلبن، رسماً آغاز کرد و تجربه‌های دوران نیابتش، او را در جایگاهی مطلوب قرارداد.
ممالیک بعدی، جرئت و جسارت محمد غوری و ایلتتمش را از دست دادند و با اینکه غیاث‌الدین بلبان داماد ایلتتمش سیاست سرکوبگرانه را برای رهائی از سلطهٔ والیان مملوک ایالات در پیش گرفت ولی این روش سرانجام به فروپاشی این سلطنت منجر گردید.
شاهزاده علاءالدین محمد (ملقب به قاآن الملک شهید) فرزند غیاث‌الدین بلبن که به جانشینی او تعیین شده بود، حامی و مورد ستایش امیرخسرو دهلوی و خواجه حسن دهلوی بود. در زمان او ملتان مرکز زبان فارسی در شبه‌قارهٔ شد. «عبدالحی بن فخرالدین الحسنی» در کتاب «نزهه الخواطر» نوشته که علاءالدین محمد، سعدی شیرازی را به ملتان دعوت کرده و به آنجا آورده‌است و در مجلس او همیشه شاهنامه و دیوان خاقانی و انوری و خمسه نظامی و اشعار امیرخسرو خوانده می‌شده‌است. شاهزاده امیر محمّد، در سال ۶۸۵ ق، در جنگی شدید با مغول‌ها، کشته شد، و بلبن، احتمالاً بر اثر همین ناکامی پس از یک سال در ۶۸۶ ق درگذشت. این واقعه فروپاشی سلطنت ممالیک را رقم زد و سه سال پس از آن که خَلْجی‌ها زمام سلطنت دهلی را به دست گرفتند.